# Amy Ashwood Garvey
Amy Ashwood Garvey, född 1897, död 1969, var en jamaicansk panafrikansk aktivist. 
Hon och hennes make Marcus Garvey var medgrundare till Universal Negro Improvement Association and African Communities League 1914 och Negro World-tidningen, och verksamma inom den panafrikanska black nationalism-rörelsen i USA på 1920-talet, och i självständighetsrörelsen mot den brittiska kolonialmakten på Jamaica under 1930-talet. Hon var direktör för Black Star Line Steamship Corporation 1919–1922.